# Pavetta haareri
Pavetta haareri är en måreväxtart som beskrevs av Cornelis Eliza Bertus Bremekamp. Pavetta haareri ingår i släktet Pavetta och familjen måreväxter. Inga underarter finns listade i Catalogue of Life.